# Februari 2022
Dit artikel geeft een chronologisch overzicht van de belangrijkste gebeurtenissen per dag in de maand februari van het jaar 2022.

## Gebeurtenissen

### 1 februari
- In Denemarken vervallen per direct alle maatregelen tegen COVID-19, ondanks het hoge aantal besmettingen met de omikronvariant. De ziekte wordt door de Deense regering niet meer als een "dreiging voor de samenleving" gezien.[1]
- De Amerikaanse film Jackass Forever gaat, meer dan tien jaar na het verschijnen van de vorige film uit de Jackass-reeks, in première.[2]

### 2 februari
- In Mont Ngafula, een wijk van de Congolese hoofdstad Kinshasa, vallen zeker 26 doden door elektrocutie als een hoogspanningksabel op een markt terechtkomt.[3]
- In de Congolese provincie Ituri worden tientallen burgers gedood bij een aanval op een ontheemdenkamp bij Djugu.[3]

### 4 februari
- In Peking gaat de 24e editie van de Olympische Winterspelen van start.

### 5 februari
- Bij een dorp in de Marokkaanse provincie Chefchaouen wordt het lichaam van de 5-jarige Rayan Oram na vijf dagen uit een 32 meter diepe put gehaald. De reddingsoperatie werd wereldnieuws. Het jongetje blijkt als de reddingswerkers bij hem kunnen komen, te zijn overleden.[4]

### 6 februari
- Darter Robert Thornton verslaat Martin Adams in de finale van het World Seniors Darts Championship en kroont zich zo tot wereldkampioen darts onder de 50+'ers.[5]
- Op Madagaskar moeten zeker 45.000 mensen hun woning verlaten vanwege de orkaan Batsirai. De orkaan treft met name de oostkust van het eiland.[6]

### 11 februari
- In Berlijn wordt urenlang zonder resultaat onderhandeld tussen vertegenwoordigers van Duitsland, Frankrijk, Oekraïne en Rusland over de naleving van de Minsk-akkoorden uit 2014 en 2015, over de soevereiniteit van de deelstaten Donetsk en Loehansk. Het overleg had tot doel het dreigende conflict aan de grens met Oekraïne en Rusland te laten de-escaleren.[7]

### 12 februari
- In Parijs wordt met duizenden voertuigen ("vrijheidskonvooien") gedemonstreerd tegen de COVID-19-maatregelen. Onder meer bij de Champs Elysées en de Arc de Triomphe komt het verkeer stil te liggen. De Franse politie zet traangas in.[8] Ook in Den Haag wordt met voertuigen gedemonstreerd tegen de coronamaatregelen.[9] (Lees verder) (Lees verder) De acties lijken te zijn geïnspireerd door het truckersprotest in Canada dat sinds 9 januari 2022 speelt.[10]

### 13 februari
- In het zuiden van Jemen worden vijf medewerkers van de Verenigde Naties ontvoerd. De kidnappers maken vermoedelijk deel uit van Al Qaida.[11]

### 15 februari
- In de Franse gemeente Saint-Laurent-de-la-Salanque vallen zeker zeven doden wanneer verschillende woningen in brand vliegen na een explosie.[12]
- De Braziliaanse stad Petrópolis wordt getroffen door overstromingen en aardverschuivingen na extreme regenval. Het dodental loopt op tot boven de 200.[13]

### 17 februari
- De Franse president Macron maakt bekend dat de Franse militaire troepen na een missie van negen jaar (bekend als Operatie Barkhane) uit Mali zullen worden teruggetrokken. Aanleiding zijn de recente staatsgrepen in dat land.[14]

### 18 februari
- In Ogun (Nigeria) vallen zeker 17 doden als een vrachtwagen explodeert na een botsing met een auto.[15]

### 19 februari
- Bij een aanslag op een restaurant in de Somalische stad Beledweyne vallen zeker 14 doden. Al-Shabaab eist de aanslag op.[16]

### 21 februari
- De Russische president Vladimir Poetin erkent de onafhankelijkheid van de afvallige volksrepublieken Donetsk en Loegansk in Oekraïne.[17]
- De Britse premier Boris Johnson presenteert een plan om vrijwel alle COVID-19-maatregelen los te laten.  Het plan geldt voorlopig alleen nog voor Engeland.[18]

### 22 februari
- In de Apple Store in het Hirschgebouw aan het Leidseplein in Amsterdam vindt een urenlange gijzeling plaats.[19]

### 24 februari
- Naar aanleiding van het grensconflict tussen beide landen, valt Rusland Oekraïne binnen. (Lees verder)

## Overleden
<< · januari · februari · maart · april · mei · juni · juli · augustus · september · oktober · november · december · >>